# Ка деј Боски (Комо)
Ка деЈ Бозки је насеље у Италији у округу Комо, региону Ломбардија.
Према процени из 2011. у насељу је живело 13 становника. Насеље се налази на надморској висини од 316 м.